# Коцюба Віталій Миколайович
Віталій Миколайович Коцюба (7 червня 1982, с. Вороблячин, Яворівський район, Львівська область, УРСР — 20 лютого 2014, Київ, Україна) — активіст Євромайдану. Народився в Вороблячині, на Яворщині. Загинув на Майдані Незалежності у центрі Києва 20 лютого 2014. Герой України.

## Життєпис
Народився в селі Вороблячин Яворівського району Львівської області 7 червня 1982 року. Був середнім із трьох синів у родині. Із 1988 року навчався в Новояворівській середній школі № 1, згодом – у Вороблячинській загальноосвітній школі. У Рава-Руському професійно-технічному училищі отримав спеціальність столяра й теслі та почав їздити на будівельні роботи за кордон.
Разом із дружиною Наталією виховував сина Назара і доньку Василину.
Зі слів близького родича, був Віталій добрим, спокійним, врівноваженим, не за віком мудрим. «Коли загинув Віталій, то його дружина на той час поїхала в Польщу на заробітки, а дітей доглядала тітка Ірина. Самі розумієте, як жити молодій сім'ї в нашій державі без роботи… Треба якось собі раду давати. Ось Віталій і поїхав на Майдан, бо вже сили не мав терпіти знущання цієї клятої влади над народом. Першого разу все обійшлося. А другого — поплатився життям за мрію бачити молодих українців щасливими на рідній землі, а не рабами на закордонних заробітках. Віталій дуже любив своїх дітей, кохав дружину, хотів для них доброї долі…»

## На Майдані

### Революція Гідності
Уперше на київський Майдан Віталій поїхав 23 січня 2014 року після того, як стало відомо про загибель активістів на вулиці Михайла Грушевського. Зокрема тоді загинули білоруський активіст Євромайдану Михайло Жизневський та  боєць 3-ї сотні Самооборони Майдану Сергій Нігоян. За спогадами матері, саме це підштовхнуло Віталія – він сказав, що не може дивитися, як люди інших національностей гинуть за Україну, а він, українець, лишається вдома. За десять днів, у період відносного затишшя, чоловік повернувся додому. Навіть мав намір поїхати до Польщі, де перебувала на той час дружина, але 18 лютого почув про вбивства учасників "мирного наступу". Тож наступного дня Віталій разом із братом і дядьком поїхав до Києва. Чоловіки прибули на Майдан уранці 20 лютого.

### Загибель
20 лютого на Майдані Віталій допомагав підносити шини для укріплення барикад. Опісля, захищений лише мотоциклетним шоломом та металевим щитом, почав підніматися вулицею Інститутською, щоб відтіснити спецпризначенців від протестувальників. Коли Віталій перебував на терасі біля Міжнародного центру культури і мистецтв Федерації профспілок України ("Жовтневого палацу"), у нього влучила куля. Рана виявилася смертельною. Тіло загиблого перенесли на подвір’я Михайлівського Золотоверхого собору.
Віталія Коцюбу поховали 23 лютого 2014 року в рідному селі Вороблячині у братській могилі воїнів – борців за волю України. 

## Вшанування пам'яті

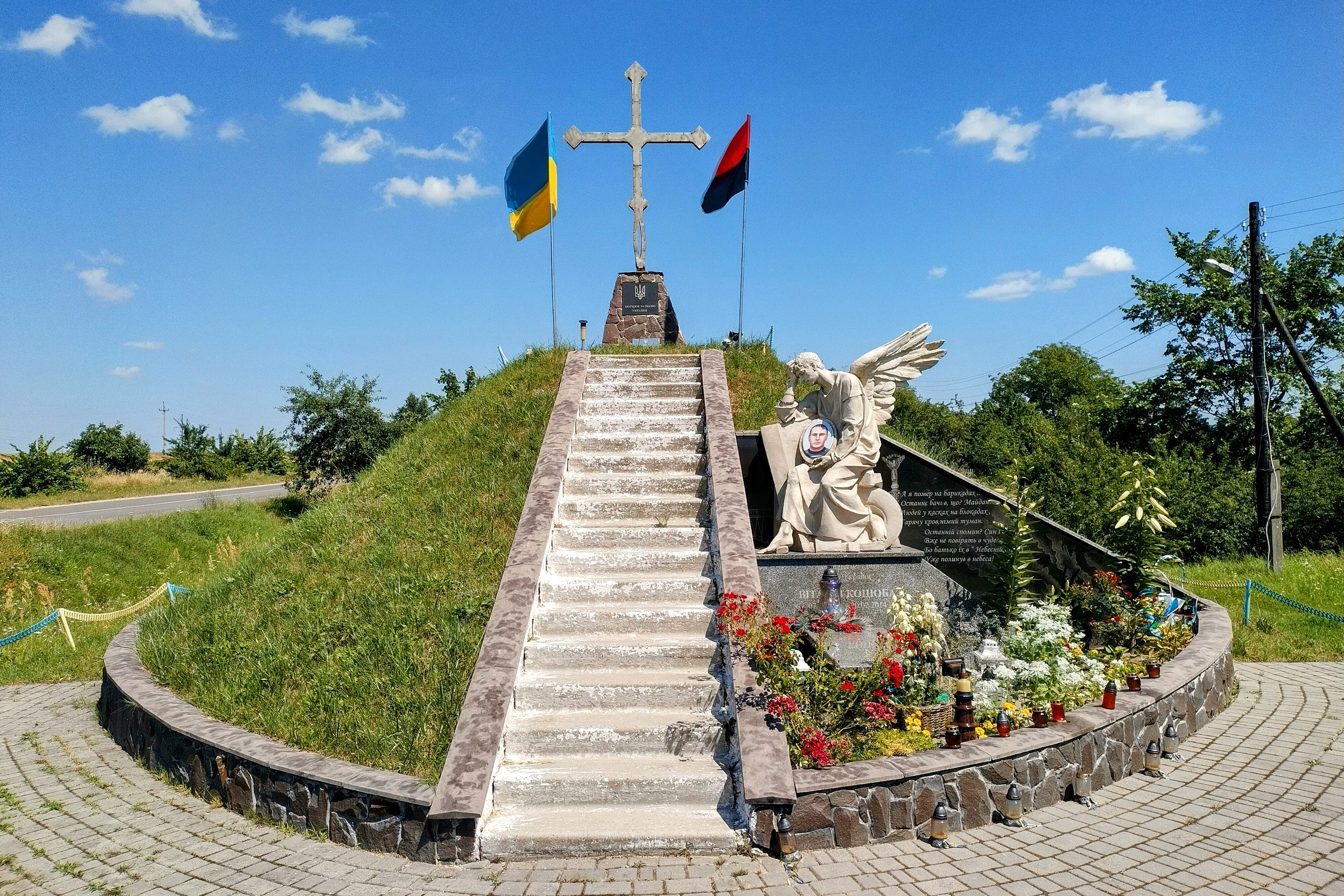
Меморіал "Борцям за волю України" в селі Вороблячин

7 квітня 2014 року – рішенням Яворівської районної ради Львівської області Віталієві Коцюбі присвоєно звання "Почесний громадянин Яворівського району" (посмертно).
8 чревня 2014 року – на честь Віталія Коцюби встановлений знак на алеї пам’яті Героїв Небесної Сотні Львівщини у місті Ходорів Жидачівського району.
8 липня 2014 року – рішенням Новояворівської міської ради йому дали звання "Почесний громадянин міста Новояворівська" (посмертно).
21 листопада 2015 року –  ім’я та портрет Віталія Коцюби розміситили у тимчасовому Меморіалі Героїв Небесної Сотні у Києві.
23 серпня 2019 року – ім’я та портрет Віталія Коцюби викарбували на Меморіалі Героїв Небесної Сотні у Львові. 

### Нагороди
- Звання Герой України з удостоєнням ордена «Золота Зірка» (21 листопада 2014, посмертно) — за громадянську мужність, патріотизм, героїчне відстоювання конституційних засад демократії, прав і свобод людини, самовіддане служіння Українському народу, виявлені під час Революції гідності[6]
- Медаль «За жертовність і любов до України» (УПЦ КП, червень 2015) (посмертно)[7]
- 8 травня 2016 року відзначений Грамотою Верховного архієпископа Києво-Галицького Святослава (УГКЦ, посмертно).